# Ali Aoun
Pour les articles homonymes, voir Aoun.
Ali Aoun (en arabe علي عون), né le 6 mai 1946 à Tamacine (wilaya de Touggourt) en Algérie, est un chef d'entreprise et homme politique algérien, il a été le PDG du groupe pharmaceutique Saidal pendant 12 ans.
Il est  ministre de l'Industrie et de la Production pharmaceutique de 18 mars 2023 au 19 novembre 2024.

## Biographie

### Jeunesse et formation
Après avoir obtenu son diplôme d'Ingénieur en chimie industrielle à l'Institut Saint-Luc Mons en Belgique en 1972, Ali Aoun a commencé sa carrière professionnelle dans l'industrie chimique en Algérie.

### Parcours professionnel
Ali Aoun a occupé plusieurs postes de direction dans l'industrie chimique et pharmaceutique . Il a été directeur d'unité à la Société nationale des industries chimiques (SNIC) de 1974 à 1979, directeur central à la SNIC de 1979 à 1982, et directeur général de l'Entreprise nationale des détergents et produits d'entretien (ENAD) de 1983 à 1985.
En 1986, Ali Aoun est devenu sous-directeur, puis directeur chimie, pharmacie et engrais au ministère de l'Industrie, avant de devenir PDG du Groupe Saidal de 1995 à 2008. Il a également été maître de conférences à l'Institut national des industries légères de Boumerdès de 1984 à 1986.
En 2009, Ali Aoun est devenu consultant en organisation et gestion de l'entreprise, avant de devenir directeur général de la Pharmacie centrale des hôpitaux d'avril 2022 à septembre 2022.

### Procès et relaxe
En mars 2007, il est condamné à deux ans de prison fermes dans le cadre de l'affaire Khalifa. Rejugé, il est condamné à une peine de prison avec sursis en 2020, puis acquitté en 2022.

### Tentatives d'assassinat

#### Premiere tentative d'assassinat
Le 6 avril 1996, Ali Aoun se trouvait dans une voiture Renault 4 en compagnie de son chauffeur Bourahla, dans les alentours de Chiffa à Blida. Alors qu'ils circulaient, la voiture a essuyé plusieurs rafales de tirs provenant des hauteurs des montagnes. Le chauffeur a été tué sur le coup, tandis qu'Ali Aoun a réussi à sauter de la voiture pour prendre la fuite. Il a été secouru par un chauffeur de taxi.

#### Deuxième tentative d'assassinat
Le 7 mai 1997, Ali Aoun a reçu un appel de sa femme lui demandant de se rendre à la caserne de Chéraga à Alger sur ordre d'un Colonel. Une fois sur place, on lui a montré un carnet rempli de sang, avec sa photo, son nom, tous ses numéros de téléphone ainsi que les numéros de plaques d'immatriculation de ses voitures de fonction. Les enquêteurs de la caserne ont affirmé que tôt le matin, vers 6 heures, un groupe de personnes avait été tué à Dar El Beïda, à l'endroit où se trouvait le bureau d'Ali Aoun. Selon leur version, il y avait eu un accrochage entre la gendarmerie et ce groupe, qui attendait Ali Aoun devant son bureau ce matin-là pour l'assassiner.

### Parcours politique
Il est nommé ministre de l'Industrie pharmaceutique en septembre 2022.
Le 16 mars 2023, lors d'un remaniement ministériel, Ali Aoun est nommé ministre de l'Industrie tout en gardant le portefeuille de l'Industrie pharmaceutique.

## Vie privée
Marié et père de quatre enfants, Ali Aoun est une figure importante du monde des affaires en Algérie et est reconnu pour son expertise en matière de gestion d'entreprise.

## Prix et distinctions
Ali Aoun a reçu plusieurs prix et distinctions tout au long de sa carrière, notamment le titre de meilleur Manager Algérien en 1999, et a été Président du Club Excellence Management de 2000 à 2008. Il a également présidé le Jury pour l'attribution du trophée du Meilleur Manager de l'année de 2000 à 2008 et le Jury pour l'attribution du prix de la qualité de 2004 à 2008.